# Mabel Vernon
Mabel Vernon, född 19 september 1883 i Wilmington, Delaware, död 2 september 1975 i Washington, D.C., var en amerikansk rösträttskvinna.
Vernon kom genom vänskap med Alice Paul in i rörelsen för kvinnlig rösträtt och verkade från 1913 på heltid som organisatör för Congressional Union for Woman Suffrage. Hon blev USA:s första militanta suffragett då hon den 4 juli 1916 avbröt president Woodrow Wilson under ett tal i Washington, D.C., och fängslades senare samma år för en protestaktion vid Vita huset. Efter att kvinnlig rösträtt hade införts reste hon runt i USA för att hålla föreläsningar och stödja kvinnliga kandidater till USA:s kongress. År 1926 blev hon verkställande sekreterare i National Woman's Party och propagerade för Equal Rights Amendment. Hon verkade från 1930 inom Internationella kvinnoförbundet för fred och frihet.